# Anushka Melkonian
Anushka Melkonian (Menen, 19 februari 1994) is een Belgische actrice met een Armeense afkomst. Ze is vooral gekend voor haar rol als Olivia in de Vlaamse televisieserie Lisa. Samen met Kawtar Ehlalouch maakt ze de wekelijkse podcast Bless The Mess.

## Biografie
Melkonian studeerde in 2017 af aan de KU Leuven met een master in de communicatiewetenschappen. Datzelfde jaar begon ze aan de opleiding BATAC aan de Thomas More-hogeschool in Mechelen.
In februari 2018 startte ze als radio-dj bij de openbare radiozender MNM met de presentatie van het programma Urban50. Haar eerste grote acteerrol kreeg ze in de Vlaamse serie Lisa als Olivia. In 2021 stopte ze bijna volledig bij MNM om zich op haar acteercarrière te kunnen focussen. Ze maakt voor de radiozender nog wel de wekelijkse podcast Bless The Mess, samen met MNM-dj Kawtar Ehlalouch.